# AB 500-1
AB 500-1 je bila kasetna bomba koju je koristila Luftvafe tokom Drugog svetskog rata.

## Opis
Telo AB 500-1 je bilo napravljeno od mekog čeličnog lima i bilo je preklopne konstrukcije sa šarkama na repu. Kontejner je podeljen na tri dela; nosni deo u obliku kupole sa dvostrukim upaljačima, cilindrični središnji deo koji je držao bombe i prazan repni konus sa četiri peraja ojačana podupiračima. Otprilike na pola puta nalazila se glava za punjenje Ladekopf MVOV 500-1 koja je bila zavarena za kontejner i u sredini kontejnera je bio kanal za električne kablove koji su išli od glave za punjenje do nosnih osigurača. Dve polovine kontejnera držane su zajedno žicom za smicanje koja je prolazila kroz čelični nakovanj u donjem delu džepa osigurača. Kada se oslobodi električni naboj iz glave za punjenje do upaljača koji nakon kratkog odlaganja pokrene mali eksploder ispod osigurača koji je preseče žicu koja drži kontejner. Kućište se tada otvori i posle toga bombe ispadnu. 
Na raspolaganju je bilo više različitih konfiguracija podmunicije:
- 28 x SD 10 FRZ - Centralni odeljak je imao trinaest bombi napred i petnaest pozadi. Bombe su bile labavo spakovane i nisu bile pričvršćene metalnim trakama.
- 37 x SD 10 A - Centralni odeljak je bio podeljen na dve polovine limom od šperploče. Osamnaest bombi je bilo smešteno u prednjoj polovini i devetnaest bombi u zadnjoj polovini. Svaki klaster je bio pričvršćen čeličnim trakama.
- 116 x 2 kg (4,4 lb) zapaljivača - nepoznata konfiguracija.
- 184 x 1 kg (2,2 lb) zapaljivača - nepoznata konfiguracija.
- 392 x SD 1 A ili SD 1 FRZ - nepoznata konfiguracija. [2]

## Sub-municija (podmunicija)
| Tip                   | Model                  | Dužina           | Prečnik           | Težina                          | Težina bojeve glave | Vrsta Eksploziva                          |
| --------------------- | ---------------------- | ---------------- | ----------------- | ------------------------------- | ------------------- | ----------------------------------------- |
| Fragmentaciono oružje | 10kg (P.A) Type I & II | 550 cm (215 in)  | 9.000 mm (354 in) | 9,5 kg (21 lb)                  | 1,1 kg (2 lb 8 oz)  | 70/30 Picric acid / Mononitro naphthalene |
| Fragmentaciono oružje | 10kg (P) Type I & II   | 550 cm (215 in)  | 9.000 mm (354 in) | 9,5 kg (21 lb)                  | ?                   | ?                                         |
| Fragmentaciono oružje | SD 10 A Type I & II    | 550 cm (216 in)  | 860 mm (34 in)    | 10 kg (22 lb)                   | 900 g (2 lb)        | 60/40 Amatol ili TNT                      |
| Zapaljivo             | B2 & B2.2              | 53 cm (21 in)    | 51 mm (2 in)      | 2—22 kg (4 lb 7 oz—48 lb 8 oz)  | ?                   | Thermite                                  |
| Zapaljivo             | B1 & B1.3              | 340 cm (135 in)  | 51 mm (2 in)      | 1—13 kg (2 lb 3 oz—28 lb 11 oz) | ?                   | Thermite                                  |
| Fragmentacija         | SD 1                   | 1.700 mm (67 in) | 50 mm (2 in)      | 910 g (2 lb)                    | 112 g (4 oz)        | TNT                                       |
| Fragmentacija         | SD 1 FRZ               | 150 mm (6 in)    | 50 mm (2 in)      | 5.000 g (11 lb)                 | 120 g (4,2 oz)      | 60/40 Amatol ili TNT                      |

### SD 10 FRZ
To su bile fragmentacione bombe francuske proizvodnje koje su Nemci zarobili nakon pada Francuske. Postojale su dve varijante koje su se sastojale od dve podvarijante.  Opisi u TM 9-1985-6, francuska i italijanska eksplozivna ubojna sredstva i TM 9-1985-2, nemačka eksplozivna ubojna sredstva, više odgovaraju 10 kg (P) nego 10 kg (PA). Međutim, TM 9-1985-6 ne pominje nemačko zarobljavanje ni za jednu bombu, a TM 9-1985-2 ima samo opis bez dijagrama ili pominjanja francuskih oznaka modela 10 kg (P) ili 10 kg (PA). Pošto su imali slične dimenzije i performanse, moguće je da su obadve mogle biti korišćene.
- 10kg (P.A) - Postojale su dve varijante Tip I i Tip II. Oba su imala jednodelna tela od livenog čelika koja su bila zasnovana na modifikovanim artiljerijskim granatama od 90 mm (3,5 in) i sa centralnim navojem za nosni upaljač. Bombe su bile žute boje.
  - Tip I - Rep za ovu bombu je konstruisan od zakovanog lima i uvijen je na dva prstenasta žleba na kućištu bombe.
  - Tip II - Rep za ovu bombu je bio livene konstrukcije i uvijen u jedan prstenasti žleb na kućištu bombe. [5]
- 10kg (P) - Postojale su dve varijante ove bombe Tip I i Tip II. Oba su imala jednodelna livena čelična tela sa centralnim navojem za nosni osigurač. Bombe su bile žute boje.
  - Tip I - Rep ove bombe je napravljen od četiri metalna presovanja spojena zajedno, zatim uvijena u dva prstenasta žleba na kućištu bombe i ojačana podupiračima.
  - Tip II - Rep ove bombe je napravljen od četiri presovanja od valovitog lima bez učvršćenja koji su spojeni zajedno, a zatim uvijeni u dva prstenasta žleba u kućištu bombe. [5]

### SD 10 A
Bila je to fragmentaciona bomba nemačke proizvodnje i postojale su dve varijante Tip I i Tip II. Oni su se razlikovali u detaljima konstrukcije, ali su im dimenzije i performanse bili slični.
- Tip I - Ova bomba je imala telo od livenog čelika sa paralelnim stranama sa debljim nosnim delom koji je bio centralno urezan za držanje nosnog upaljača. Postojao je i repni konus sa 4 repna peraja. Bombe su bile maslinastozelene boje sa crvenim prugama između peraja.
- Tip II - Ova bomba je imala i unutrašnje i spoljašnje izvučeno čelično kućište. Između kućišta, nalazile su se čelične kocke od 7 mm (0,28 in) koje su bile postavljene u beton radi fragmentacije i obe školjke su bile spojene zajedno na nosu. Postojala su četiri čelična nosača zavarena između unutrašnjeg i spoljašnjeg zida nosa koji su delovali kao odstojnici, a centar je bio urezan da drži osigurač za nos. Postojao je i konusni repni konus sa 4 repna peraja. [2]

### B2 & B2.2
Postojale su dve bombe u ovoj porodici zapaljivača, 2kg B2EZ i 2,2kg B2.2EZ. Detalji konstrukcije su se razlikovali od modela do modela, ali su njihove dimenzije i performanse bile slične. Oba su imala cilindrična tela napravljena od lake legure zvane Elektron, imala su 3 repa od lima sa kružnim podupiračem i bila su punjena termitom. Tela su bila obojena maslinastozeleno, a repovi tamnozeleni. 

### B1 & B1.3
Umesto jedne vrste, postojala je porodica nemačkih zapaljivih bombi od 1 kg i 1,3 kg. I bombe od 1 kg i 1,3 kg imale su iste oznake podvarijante E, EZA i EZB. Detalji konstrukcije su se razlikovali od modela do modela, ali su njihove dimenzije i performanse bile slične. Oba su imala cilindrična tela napravljena od Elektrona, imala su 3 repa od lima sa kružnim podupiračem i bila su punjena termitom. Tela su bila neobojena, a repovi obojeni tamnozeleno. 

### SD 1
Ovo je bila nemačka laka fragmentaciona bomba koja je možda bila zasnovana na nemačkoj minobacačkoj municiji od 50 mm koju je koristio 5 cm Granatverfer 36, a koja je modifikovana dodavanjem novog kružnog repnog sklopa sa 8 peraja. SD 1 bombe su obojene žutom bojom. 

### SD 1 FRZ
Ovo je zasnovano na zarobljenim minobacačkim mecima od 50 mm (2,0 in) za laki minobacač Lance Grenades de 50 mm model 37 koji je koristila francuska vojska, a koji je modifikovan dodavanjem novog repnog sklopa sa 6 peraja. SD 1 FRZ bombe su bile žućkasto-braon boje. 

## Galerija
- 10kg (P.A) Tip I.
- 10kg (P) Tip II.
- SD 10 A Tip I i Tip II.
- B2EZ 2kg zapaljiva.
- B2.2EZ 2.2kg zapaljiva.
- B1EZB 1kg zapaljiva.
- SD 1 i SD 1 FRZ.